# Cayratia auriculata
Cayratia auriculata är en vinväxtart som först beskrevs av William Roxburgh, och fick sitt nu gällande namn av James Sykes Gamble. Cayratia auriculata ingår i släktet Cayratia och familjen vinväxter. Inga underarter finns listade i Catalogue of Life.